# Leontochroma percornutum
Leontochroma percornutum es una especie de polilla de la familia Tortricidae. Se encuentra en China.